# Малахово (Косіхинський район)
Мала́хово (рос. Малахово) — село у складі Косіхинського району Алтайського краю, Росія. Адміністративний центр та єдиний населений пункт Малаховської сільської ради.

## Населення
Населення — 704 особи (2010; 798 у 2002).
Національний склад (станом на 2002 рік):
- росіяни — 92 %